# 엑스선천문학 위성

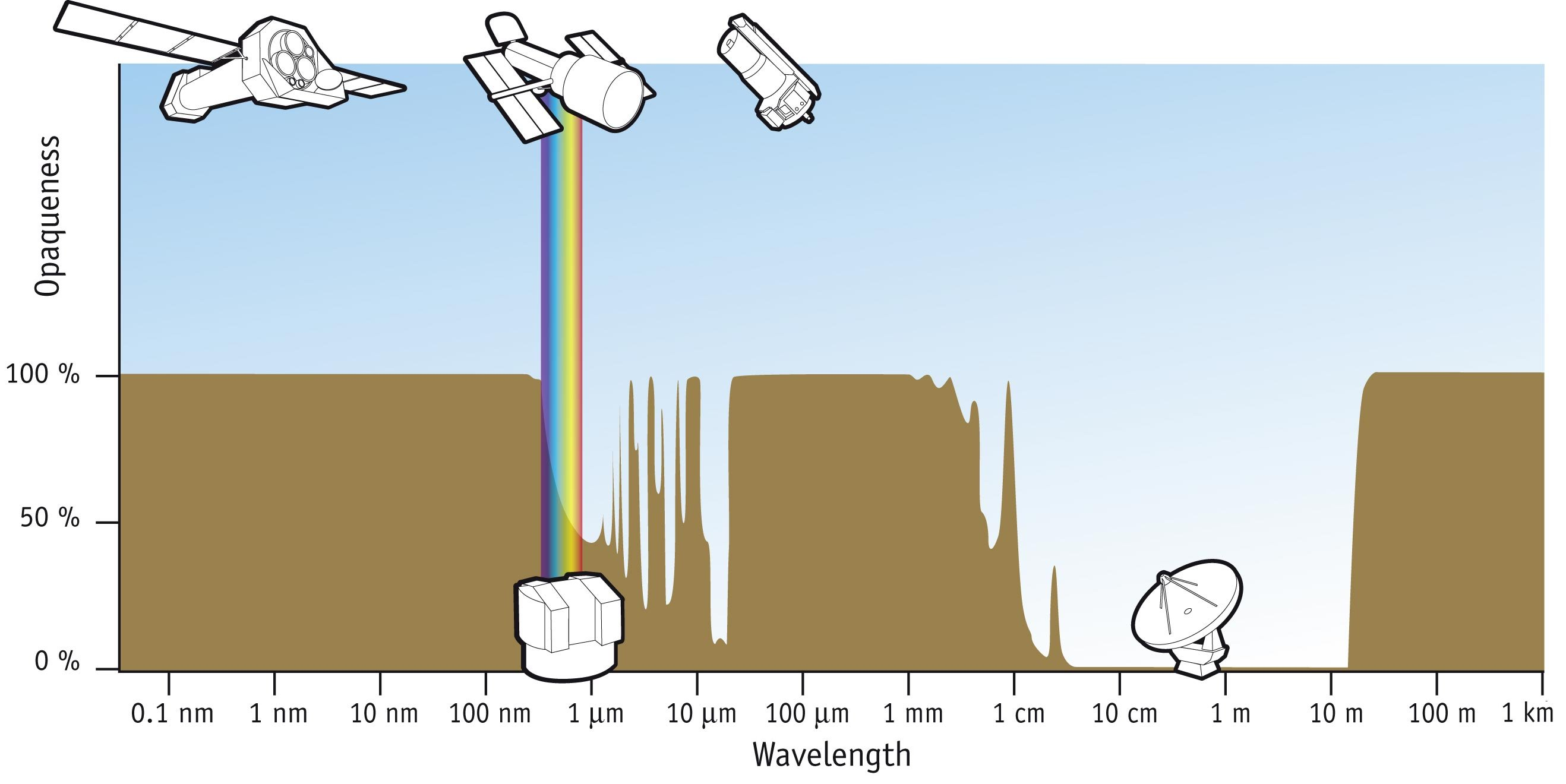

엑스선천문학 위성(X-ray astronomy satellite) 또는 엑스선 관측 위성은 엑스선천문학으로 알려진 우주 과학 분야의 일부로 천체의 엑스선 방출을 연구한다. 엑스선이 지구 대기에 흡수되기 때문에 위성이 필요하므로 엑스선을 탐지하는 장비는 풍선, 소리를 내는 로켓, 위성을 통해 높은 고도로 운반되어야 한다.
탐지기는 위성에 배치되어 지구 대기권보다 훨씬 높은 궤도에 진입한다. 풍선과 달리 위성의 장비는 X선 스펙트럼의 전체 범위를 관찰할 수 있다. 소리나는 로켓과 달리 장비가 계속 작동하는 동안 데이터를 수집할 수 있다. 예를 들어 찬드라 엑스선 관측선은 21년 넘게 운영되어 왔다.

## 같이 보기
- 엑스레이 망원경 문서